# Diamonds (film 1999)
Diamonds è un film del 1999 diretto da John Mallory Asher.
È una commedia gialla statunitense e tedesca con Kirk Douglas, Kurt Fuller e Dan Aykroyd. Lauren Bacall appare in un piccolo ruolo come madame di un bordello.

## Produzione
Il film, diretto da John Mallory Asher su una sceneggiatura di Allan Aaron Katz, fu prodotto da Patricia Green e Hannah Hempstead per la Cinerenta Medienbeteiligungs e la Total Film Group e girato sul Donner Lake in California e a Reno in Nevada. Il titolo di lavorazione fu Sundowning. È stato il primo film interpretato da Douglas dopo il grave ictus che lo aveva colpito nel 1997.

## Distribuzione
Il film fu distribuito negli Stati Uniti in première nel 1999 e dal 18 febbraio 2000 al cinema dalla Miramax Films.
Alcune delle uscite internazionali sono state:
- in Francia il 6 settembre 1999 (Deauville Festival of American Cinema),
- negli Stati Uniti il 10 dicembre 1999 (limited),
- in Singapore il 23 marzo 2000
- in Spagna il 28 aprile 2000 (Diamonds)
- in Islanda il 15 novembre 2000 (in anteprima)
- in Malaysia il 15 marzo 2001
- in Ungheria il 27 marzo 2001 (Gyémántok, in prima TV)
- in Germania il 26 aprile 2001 (Der Gauner mit dem Diamantenherz, in prima TV; Diamonds - Hart wie Diamant, in DVD)
- in Norvegia il 31 ottobre 2001 (in anteprima)
- in Polonia (Brylanty)
- in Venezuela (Diamantes)
- in Romania (Diamante)

## Promozione
La tagline è: "Hunting for buried treasure was never this much fun.".